# Riu de Vilallobent
El Riu de Vilallobent és un riu que marca el límit de les comarques de l'Alta i la Baixa Cerdanya, per tant, entre la Catalunya del Nord i la del Sud. Separa la comuna nord-catalana de Palau de Cerdanya del municipi sud-català de Puigcerdà, dins de l'antic terme de Vilallobent. En el seu curs més alt s'anomena Torrent del Mal Pas.
El riu té un curs bàsicament orientat de sud-est a nord-oest, amb una forta sinuositat pròpia del territori muntanyós que travessa. Al llarg de tot el seu curs fa sempre de termenal comunal, comarcal i estatal entre les demarcacions abans esmentades. S'origina al nord de la Muntanya de Saltèguet, a llevant de Comes Fosques, s'adreça al costat de ponent del Roc del Quer, passa a ran del costat de llevant del poble de Vilallobent i un xic més lluny a ponent del de Palau de Cerdanya, i just al nord-est de Vilallobent i de la partida dels Tubs s'aboca en la Vanera.